# VI Batalion
VI Batalion (org. The Great Raid) – amerykańsko-australijski dramat wojenny z 2002 roku w reż. Johna Dahla.
Scenariusz filmu oparty został na autentycznych wydarzeniach opisanych w książkach pt. The Great Raid on Cabanatuan (pol. tyt. 6. Batalion. Na ratunek uwięzionym obrońcom Bataanu i Corregidoru) Williama Breuera i Ghost Soldiers (pol. tyt. Żołnierze widma) Hamptona Sidesa.

## Opis fabuły
Styczeń 1945 roku, wojna na Pacyfiku. Amerykańskie oddziały lądują na Luzonie na Filipinach. Tytułowy VI batalion rangersów pod dowództwem ppłka Henry'ego Mucci otrzymuje zadanie wykonania wypadu na tyły Japończyków i oswobodzenia obozu jeńców amerykańskich koło Cabanatuan, którym według informacji wywiadu grozi śmierć; wobec szybkich postępów oddziałów MacArthura mają zostać zabici. Tymczasem sam obóz opuszczają japońscy strażnicy i więźniowie zorganizowani przez ich lidera mjra Gibsona przez pewien czas są w nim gospodarzami. Gibson od kilku lat jest w stanie zapewnić przetrwanie swoim współtowarzyszom dzięki pomocy Margaret Utinsky – pielęgniarki z Manilii i jej filipińskich przyjaciół. Wkrótce w obozie zjawia się japońska żandarmeria Kempeitai pod dowództwem mjra Nagaji. Jest to psychopatyczny morderca, który wcześniej dowodził masakrą amerykańskich jeńców na Palawanie (150 jeńców zostało spalonych żywcem w schronach przeciwlotniczych). Szybko zaprowadza swoje porządki w obozie i przygotowuje wszystko do kolejnej masowej egzekucji. Kempeitai trafia również na trop Margaret i jej siatki. Pielęgniarka zostaje aresztowana razem z wieloma swoimi filipińskimi współpracownikami, którzy zostają  zabici, jednak sama Margaret zostaje uwolniona celem obserwacji. Tymczasem oddział ppłk. Mucci, przedziera się przez japońskie linie ku obozowi. Po drodze otrzymuje nieocenioną pomoc filipińskich partyzantów pod dowództwem kpt. Juana Pajoty. W dobrze zaplanowanym i przeprowadzonym ataku udaje się im opanować obóz, zabić większość strażników razem z ich dowódcą i oswobodzić wszystkich jeńców. Wszyscy docierają na terytorium zajęte przez Amerykanów. Wkrótce trafia tam również Margaret, której udało się zbiec przed Kempeitai. Niestety znajduje już jedynie zwłoki swojego ukochanego, który zmarł na malarię wkrótce po uwolnieniu.

## Obsada aktorska
- Benjamin Bratt – ppłk. Henry Mucci
- James Franco – kpt. Robert Prince
- Sam Worthington – kpr. Lucas
- Cesar Montano – kpt. Juan Pajota
- Logan Marshall-Green – por. Paul Colvin
- Robert Mammone – kpt. Fisher
- Joseph Fiennes – mjr Gibson
- Kenny Doughty –  Pitt
- Max Martini – sierż. Sid "Top" Wojo
- James Carpinello – kpr. Aliteri
- Marton Csokas – kpt. Redding
- Mark Consuelos – kpt. Guttierez
- Craig McLachlan – por. Riley
- Freddie Joe Farnsworth – por. Foley
- Laird Macintosh – por. O'Grady
- Jeremy Callaghan – por. Able
- Paolo Montalbán – sierż. Valera
- Clayne Crawford – kpr. Alridge
- Royston Innes – sierż. Adams
- Dale Dye – gen. Kruger
- Brett Tucker – mjr Lapham
- Connie Nielsen – Margaret Utinsky
- Natalie Mendoza – Mina
- Eugenia Yuan – Cora
- Richard Joson – kpt. Joson
- Motoki Kobayashi – mjr Nagai
- Yutaka Izumihara – sierż. Takeda
- Paul Nakauchi – sierż. Shigeno
- Simon Maiden – ojciec McPherson
- Neil Fitzpatrick – ojciec Connor

i inni.

## O filmie
Film opowiada o autentycznych wydarzeniach; 30 stycznia 1945 roku, żołnierze z 6. batalionu rangersów dokonali udanego rajdu za linie japońskie na Luzonie i wspólnie z filipińskimi partyzantami uwolnili z obozu koło Cabanatuan ponad 500 jeńców. Większość bohaterów filmu to postacie autentyczne (ppłk. Henry Mucci, kpt. Robert Prince, Margaret Utinsky i in.), chociaż np. rolę filipińskich partyzantów w całej operacji wyolbrzymiono.
Film został ukończony w 2002 roku ale jego premierę wielokrotnie przekładano w końcu miała  miejsce dopiero w sierpniu 2005 roku (12 sierpnia w USA, dwa dni wcześniej na Filipinach), na kilka dni przed 60. rocznicą zakończenia II wojny światowej na Pacyfiku. Film kręcono w Queensland w Australii i w Szanghaju (sceny z Manilii), na jego potrzeby zbudowano replikę autentycznego obozu Cabanatuan, a w rolę japońskich żołnierzy wcielili się azjatyccy studenci z lokalnych uczelni.
Film okazał się absolutną klapą finansową, zrealizowany kosztem 80 mln dolarów przyniósł 10,8 mln dolarów z projekcji kinowych na terenie USA i za granicą, co było zaledwie 12% kosztów jego produkcji.